# Квасово (Закарпатская область)
Квасово (укр. Квасово, венг. Kovászó) — село в Великобережской сельской общине Береговского района Закарпатской области Украины.
Население по переписи 2001 года составляло 899 человек. Занимает площадь 2,26 км².
Село Квасово расположено в живописном месте на правом берегу реки Боржава. Село одно из древнейших поселений не только на Береговщине, но и во всём Закарпатье.
Первое упоминание о селе в документах относится к 1390 году, когда с. Квасово получил в подарок от польского короля Сигизмунда Янош, сын Дьердя Надьмигаи.
Название село получило от своего местоположения, поскольку его с юга и с севера окружают кремнёвые горы.

## Достопримечательности
- Квасовский замок XIII—XVIII веков.